# دوانغو (شركة)
شركة دوانغو المحدودة (باليابانية: 株式会社ドワンゴ) (بالإنجليزية: Dwango Co., Ltd.)‏، هي شركة تهتم بصناعة الإعلام والاتصالات، مقرها طوكيو، اليابان ، ولها فرع في لندن، المملكة المتحدة. تأسست عام 1997، وأندمجت مع شركة كادوكاوا عام 2014. أشهر منتجاتها، موقع نيكونيكو.

## فروع
- سبايك شونسوفت